# Sante Ghedini
Sante Ghedini ist ein ehemaliger Sportdirektor der Scuderia Ferrari.
Sante Ghedini machte eine Ausbildung zum Fernsehtechniker und arbeitete als Journalist und Fotoreporter. In den 1970er Jahren kam er zu Ferrari und war bei der Scuderia für die Öffentlichkeitsarbeit verantwortlich. Ghedini, der so etwas wie das „Mädchen für alles“ war, wurde auch zum persönlichen Betreuer von Niki Lauda, der 1975 und 1977 die Formel-1-Weltmeisterschaft gewann.
Nachdem Lauda Ende 1977 Ferrari Richtung Brabham verlassen hatte, wechselte auch Ghedini zur britischen Rennmannschaft. Unter Bernie Ecclestone übernahm er die Funktion des offiziellen Pressesprechers und blieb auch bei Brabham als Lauda Ende 1979 einen Rücktritt erklärte.
Als Luca Cordero di Montezemolo neuer Ferrari-Präsident wurde, holte dieser Ghedini 1991 zurück und machte ihn 1992 zum Sportdirektor und Teamchef. Ghedini führte die Scuderia in einer schwierigen Phase. Jean Alesi und Ivan Capelli waren die Fahrer und der Ferrari F92A eine Fehlkonstruktion. Ende 1993 wurde Jean Todt neuer starker Mann bei der Scuderia, und Ghedini verließ den Rennstall und wurde Direktor der Rennstrecke von Mugello.